# Stessa spiaggia, stesso mare (album)
Stessa spiaggia, stesso mare è il sesto album in studio della cantante italiana Mina, pubblicato dall'etichetta Italdisc nel 1963.

## Storia
Questo album rimane in gran parte una compilation di brani già usciti su 45 giri, contenendo solo quattro inediti su 12 canzoni in totale. Come consuetudine, questo viene considerato un album in studio di Mina e non una compilation, come tra l'altro indicato anche nella discografia presente nel suo sito ufficiale. Il maestro Tony De Vita e la sua orchestra accompagnano Mina in tutti i pezzi. Chega de saudade e Stranger Boy mantengono il titolo in lingua originale, ma sono cantate in italiano. Qué no, qué no! esiste solo nella versione in spagnolo. Molte canzoni del disco sono state incise da Mina anche in altre lingue.
Nel 1998 la casa discografica Raro! Records lo ha pubblicato per la prima volta su CD (528 623-2).
Tutte le canzoni, eccetto Eravamo in tre, sono presenti rimasterizzate nell'antologia in 3 CD Ritratto: I singoli Vol. 2 del 2010 per l'etichetta Carosello Records.

## Brani
I brani inediti sono quattro: A volte, Non piangerò, Eravamo in tre e Chega de saudade; i primi due saranno pubblicate nel 1964 anche come singolo (si tratta delle versioni in italiano, con il testo di Leo Chiosso, di due brani in inglese, rispettivamente Pretend That I'm Her e Just Let Me Cry, di cui Mina aveva inciso le cover in lingua originale per un singolo precedente nel 1963); Chega de saudade è una cover, con il testo in italiano di Giorgio Calabrese, della canzone originale in portoghese di Vinícius de Moraes con la musica di Antônio Carlos Jobim. Le prime versioni sono state quella di Elizeth Cardoso in Canção do amor demais del 1958 e quella di João Gilberto in Chega de saudade del 1959. Mina non ha mai cantato in lingua originale questo brano con arrangiamento di Tony De Vita.

## Tracce
Lato A
1. Stessa spiaggia, stesso mare – 2:12 (testo: Mogol – musica: Piero Soffici; edizioni musicali Peer)
2. Stranger Boy – 3:01 (testo: Leo Chiosso – musica: Umberto Prous; edizioni musicali Orchestralmusic)
3. Non piangerò (Just Let Me Cry) – 2:20 (testo: Roxy Bob – musica: Ben Raleigh; edizioni musicali Orchestralmusic)
4. Mi guardano – 2:44 (testo: Roxy Bob – musica: Umberto Prous; edizioni musicali Orchestralmusic)
5. Qué no, qué no! – 1:47 (testo: Tullio Romano – musica: Pietro 'Pierino' Codevilla; edizioni musicali Ducale)
6. Si, lo so (Heißer Sand) – 3:02 (testo: Mogol, Alberto Testa – musica: Werner Scharfenberger; edizioni musicali Ducale / Orchestralmusic)

Lato B
1. La ragazza dell'ombrellone accanto – 2:25 (testo: Vito Pallavicini – musica: Vittorio Buffoli; edizioni musicali Codevilla)
2. Dindi – 2:51 (testo: Giorgio Calabrese 'Screwball' – musica: Antônio Carlos Jobim, Aloysio de Oliveira; edizioni musicali S. Cecilia)
3. Ollallà, Gigì – 2:14 (testo: Vito Pallavicini – musica: Vittorio Buffoli; edizioni musicali Orchestralmusic)
4. Chega de saudade – 2:51 (testo: Giorgio Calabrese – musica: Antônio Carlos Jobim; edizioni musicali Leonardi)
5. A volte (Pretend That I'm Her) – 2:22 (testo: Roxy Bob – musica: Norman Blagman, Sam Bobrick; edizioni musicali Orchestralmusic)
6. Eravamo in tre – 2:03 (testo: Giuseppe Capotorto – musica: Romano Farinatti; edizioni musicali Suvini Zerboni)

## Classifiche
È il quinto su sei album che debutta in Top 10, precisamente il 26 ottobre 1963 al 7º posto. Due settimane dopo, scala al 5º posto, non andando oltre, il 9 novembre. L'album rimane in Top 10 per 13 settimane sino al 18 gennaio 1964.
| Classifica (1963) | Posizione massima |
| ----------------- | ----------------- |
| Italia            | 5                 |